# Fahrkartenautomat

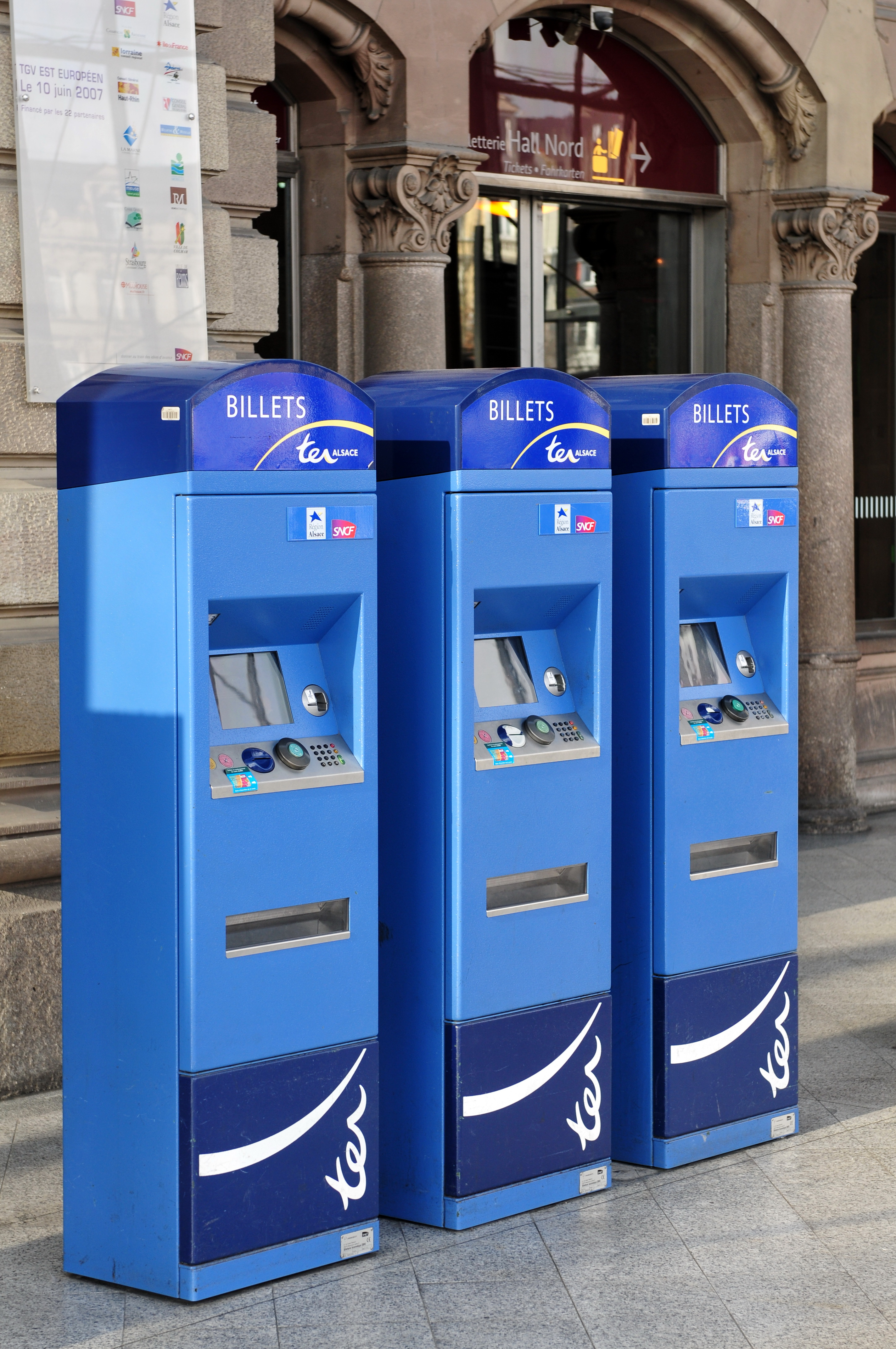
Automaten der französischen Staatsbahn SNCF in Straßburg (2014)

Fahrkartenautomaten, Fahrscheinautomaten, Ticketautomaten oder schweizerisch Billettautomaten sind Selbstbedienungsautomaten und werden sowohl im öffentlichen Personenverkehr, insbesondere bei S-, U- und Stadtbahnen, als auch bei Eisenbahngesellschaften zum Verkauf von Fahrscheinen und gegebenenfalls Bahnsteigkarten eingesetzt. Moderne Fahrkartenautomaten erlauben im Regelfall die Zahlung mit Münzen oder mit Geldscheinen sowie häufig mit GeldKarte, Kreditkarte oder Debitkarte. Prinzipiell wird zwischen stationären Automaten an den Haltestellen und mobilen Automaten in den Fahrzeugen unterschieden.

## Geschichte und Technik

Früher Automat bei der Wiener Dampfstadtbahn in der Station Karlsplatz, aufgestellt 1899

Fahrkartenautomaten gibt es mindestens seit Ende des 19. Jahrhunderts, so etwa schon 1896 bei der ersten Budapester Untergrundbahn. Schon früh mussten dabei Maßnahmen gegen Betrug sowie Aufbruchsversuche ergriffen werden. So kamen in Staaken elektrische Münzprüfer zum Einsatz, welche die Legierung des Geldstücks durch Wirbelströme prüften, und die Geldbehälter mussten sowohl gegen Angriffe von außen als auch gegenüber den mit der Instandhaltung Beauftragten gesichert werden.
Ältere Automaten werden über mechanische Tasten bedient. Dies ist technisch einfacher, macht die Automaten aber unflexibel und begrenzt die Anzahl der Fahrkartenvarianten, die verkauft werden können. Es können nicht beliebig viele Tasten auf der Bedienerfläche untergebracht werden. Fahrkartenautomaten erforderten vor der Einführung der Rechnersteuerung einen möglichst einfachen Tarif, daher waren sie praktisch nur in Stadtverkehrsnetzen vertreten. Im einfachsten Fall wie bei der S-Bahn Berlin verkaufte jeder Automat nur Einzelfahrten einer Preisstufe.
Anfang der 1980er Jahre wurden die ersten Fahrkartenautomaten durch die Deutsche Reichsbahn in Betrieb genommen. Der Mikrorechnergesteuerte Fahrkartenautomat (MFA) wurde wesentlich von der Hochschule für Verkehrswesen in Dresden entwickelt und im Reichsbahnausbesserungswerk „Roman Chwalek“ in Berlin-Schöneweide produziert. Die Fahrkartenautomaten waren als Ergänzung zu vorhandenen Fahrkartenschaltern entwickelt worden. Die Eingabe erfolgte im Dialogsystem über ein numerisches Sensor-Tastenfeld. Für die Angabe des Zielbahnhofes wurde eine Bahnhofskennziffer eingegeben, welche meist der Postleitzahl des Zielortes entsprach und an einer Wandtafel neben dem Automaten aushing. Der Automat konnte zwischen mehreren Fahrtmöglichkeiten unterscheiden und erfragte Angaben für etwaige Ermäßigungen. Die Bezahlung erfolgte ausschließlich in Münzen. Die MFA wurden Mitte 1990 auf D-Mark umgestellt, auch nach Bildung der Deutschen Bahn weiterbetrieben und erst 1995 ersetzt. Es gab eine weitere Variante für den Nahverkehr in Berlin (DDR), die zusätzlich Fahrkarten für die Linien der Berliner Verkehrsbetriebe einschließlich Zeitkarten ausgeben konnte. Zu erkennen waren diese Automaten an einer Frontplatte in orange mit anderer Beschriftung.
Fahrkartenautomaten neuerer Bauart (ab Mitte der 1990er Jahre) bestehen meist aus einem Industriecomputer, einer Geldeinzugseinheit, einem TFT-Bildschirm (oft ein Touchscreen) sowie einem Industriemodem zur Kommunikation mit einem Zentralcomputer (zur Verifikation diverser Daten, beispielsweise Kreditkartendaten, für Software-Updates und Betriebsführungsmeldungen). Die Leistungsaufnahme entspricht im Betrieb rund 200, im Stand-by rund 50 Watt.
Auf den moderneren Fahrkartenautomaten der Deutschen Bahn kommt als Betriebssystem seit 2010 Windows Embedded (ein abgespecktes Windows XP), bei den SBB-Automaten Linux zum Einsatz. Bei den Touchscreenausführungen wird ein Druck auf einen nicht anklickbaren Bereich durch einen roten Punkt an der gedrückten Stelle angezeigt. Die Fahrkartenautomaten der Deutschen Bahn können innen elektrisch beheizt werden und sind bis zu −25 Grad Celsius Außentemperatur voll funktionsfähig. Bei zu hohen Außentemperaturen werden sie automatisch heruntergefahren.

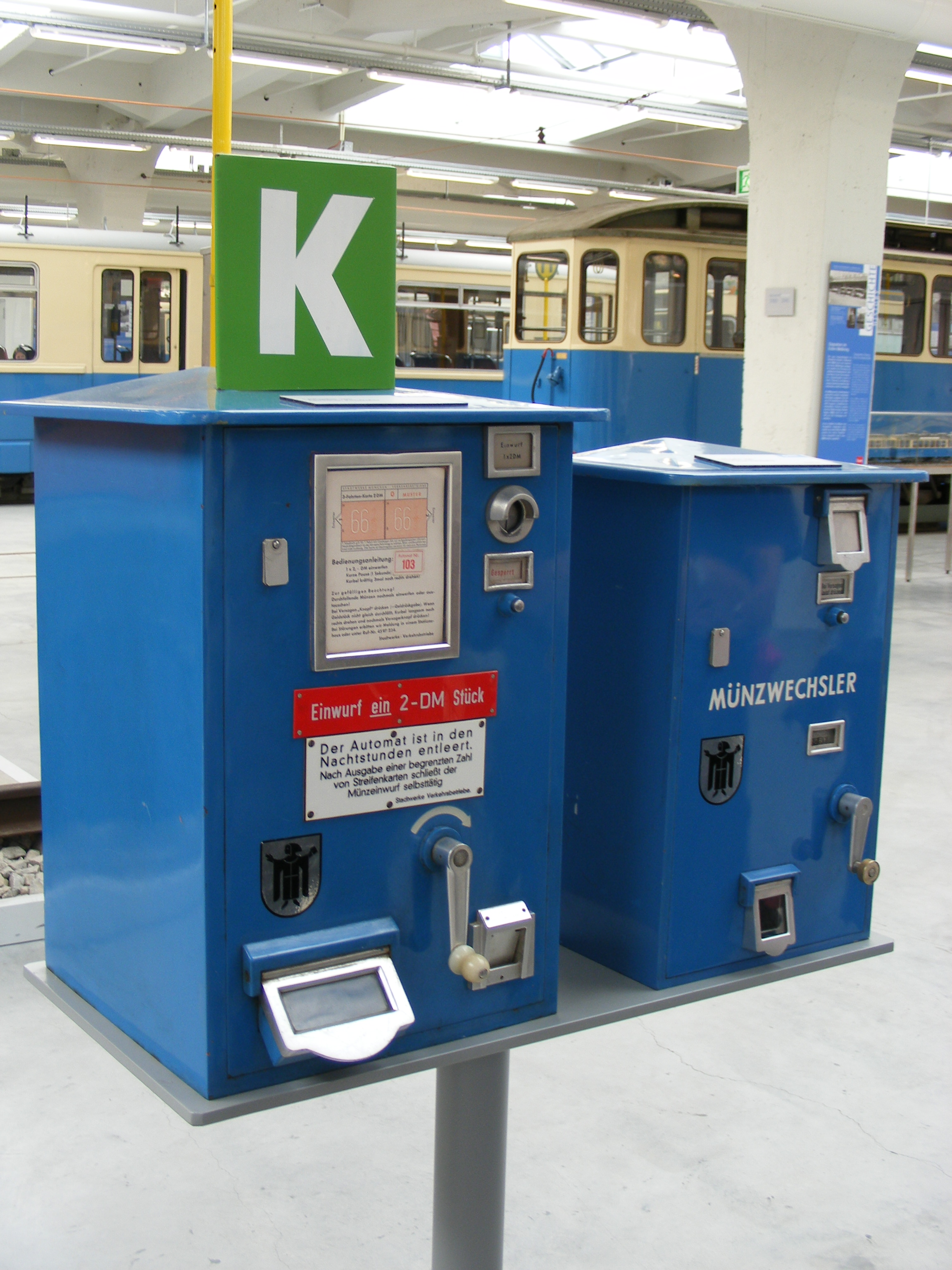
Automat der Stadtwerke München, ca. 1980
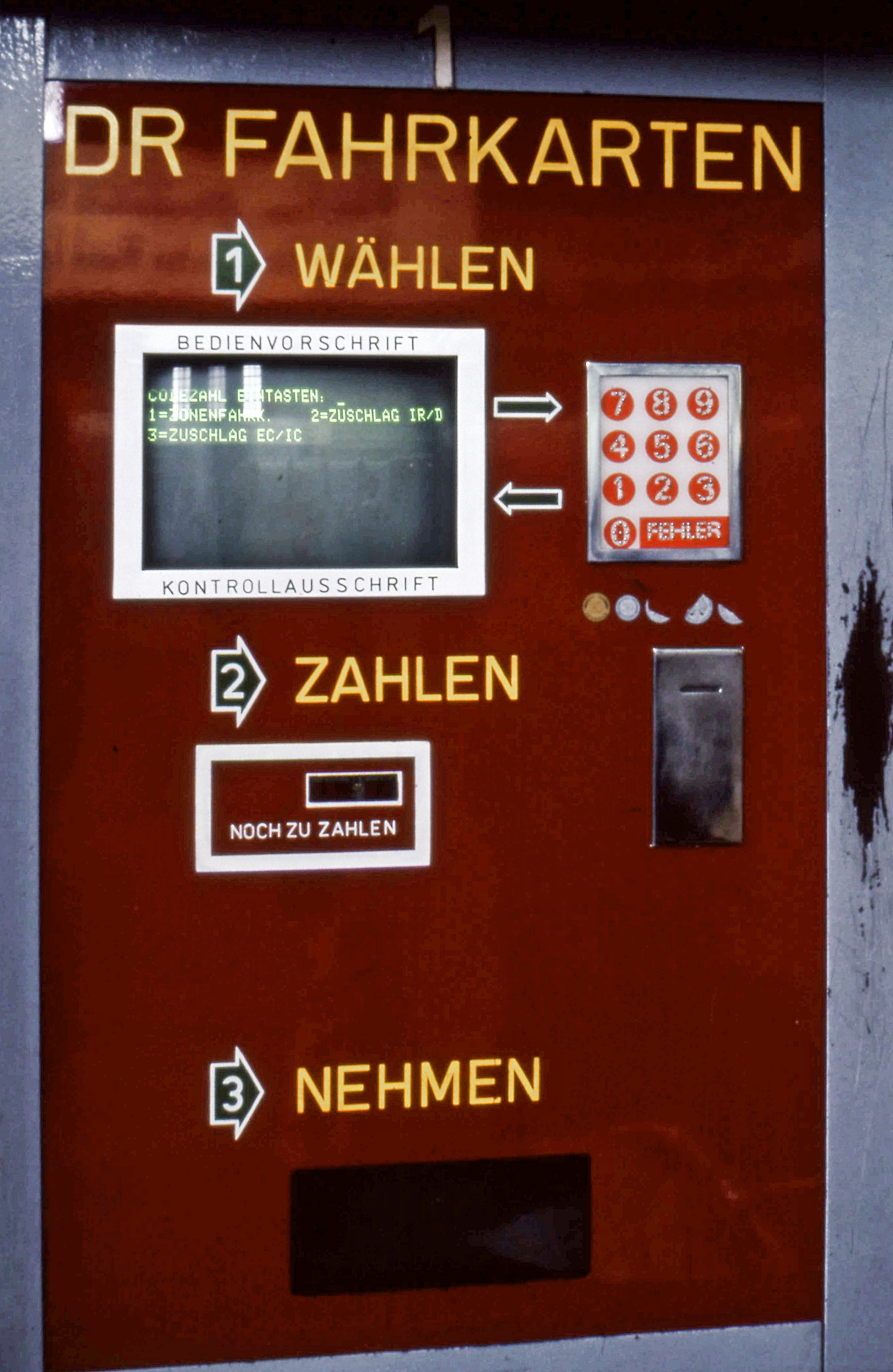
Mikrorechnergesteuerter Fahrkartenautomat (MFA) der Deutschen Reichsbahn im Bahnhof Leipzig Hbf, 1993
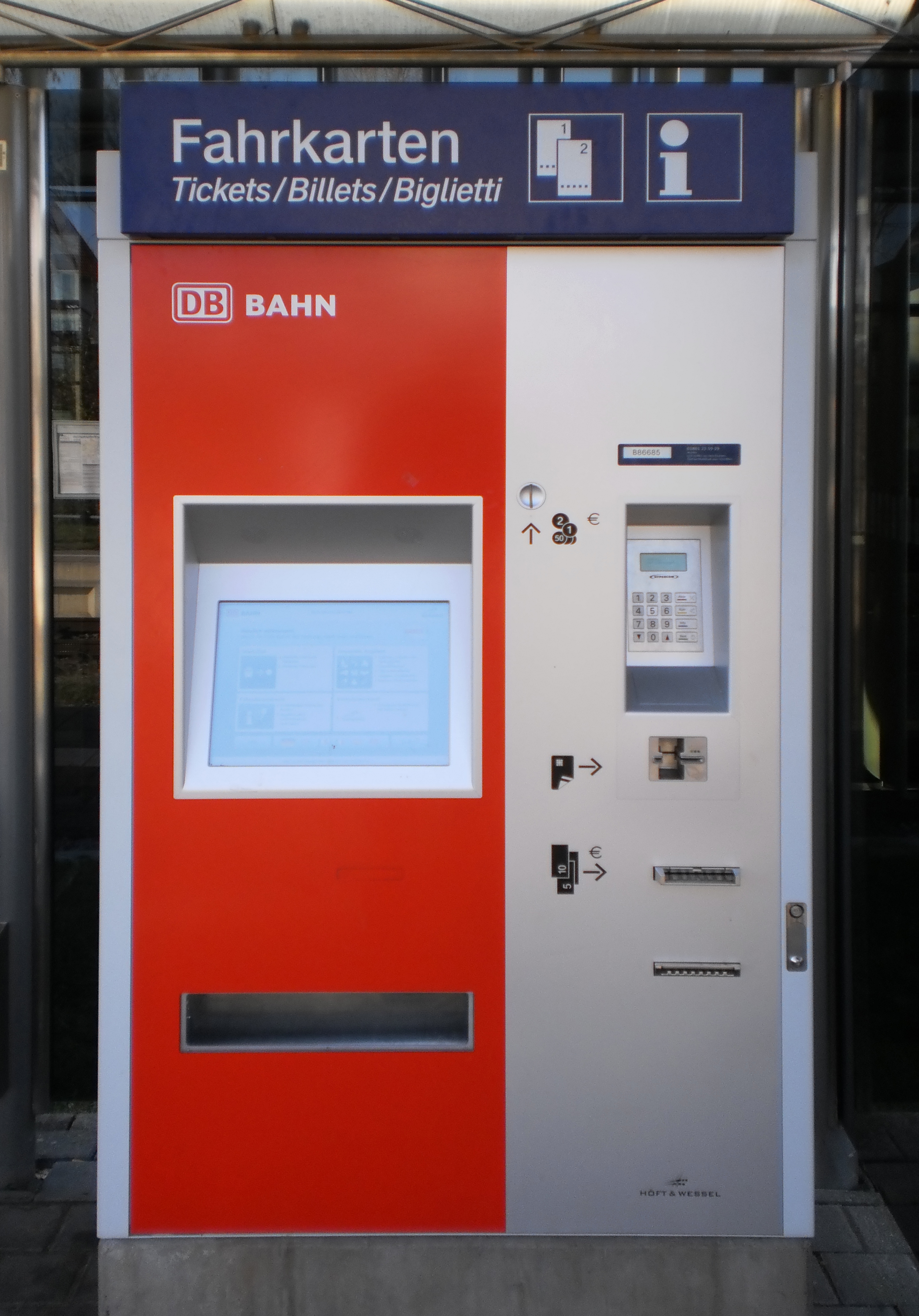
Fahrkartenautomaten der Deutschen Bahn (2011). Hier können Fern-, Regional- und Verbundfahrkarten sowie Reservierungen erworben und Fahrplanauskünfte eingeholt werden.
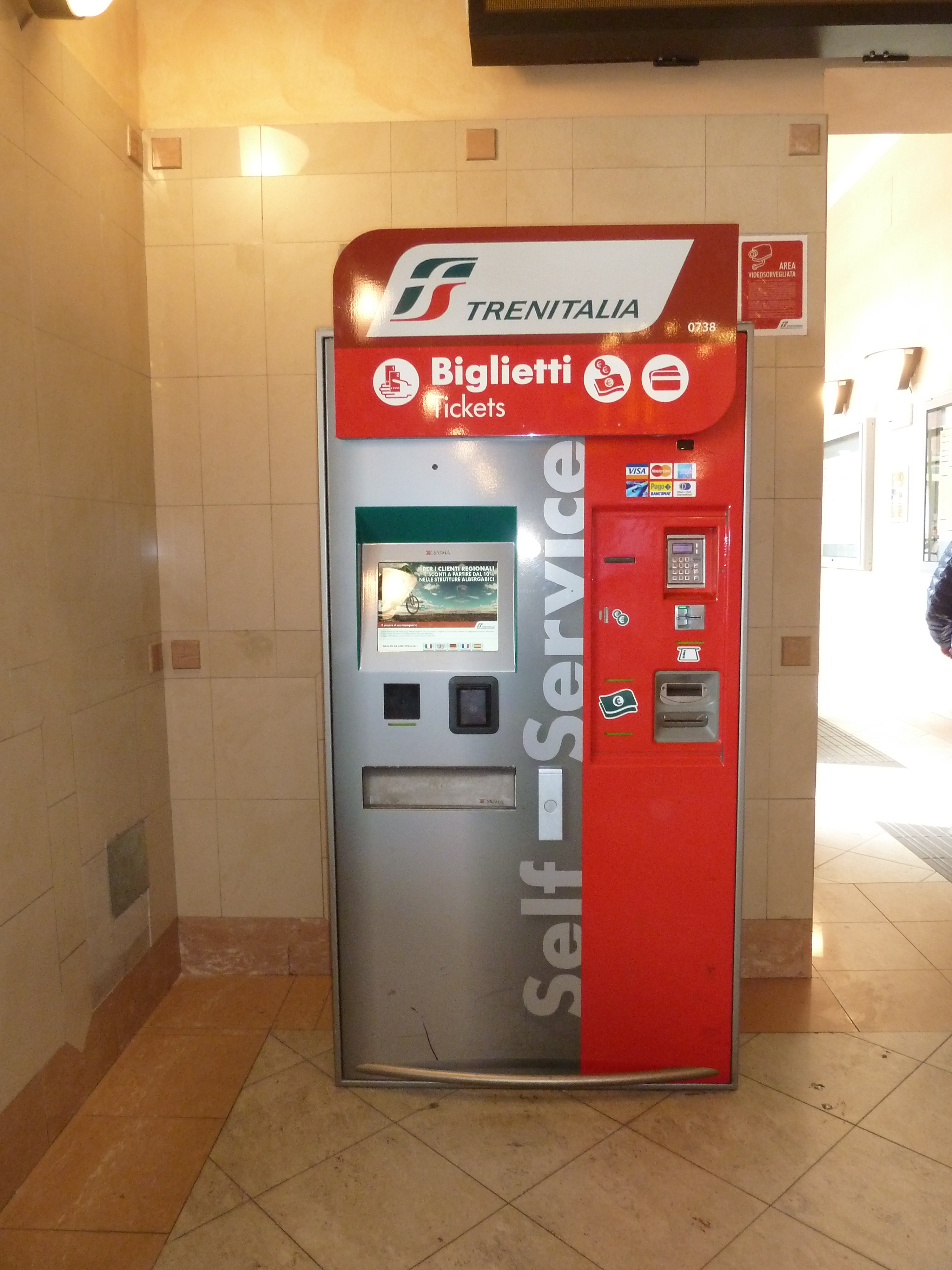
Fahrkartenautomat von Trenitalia
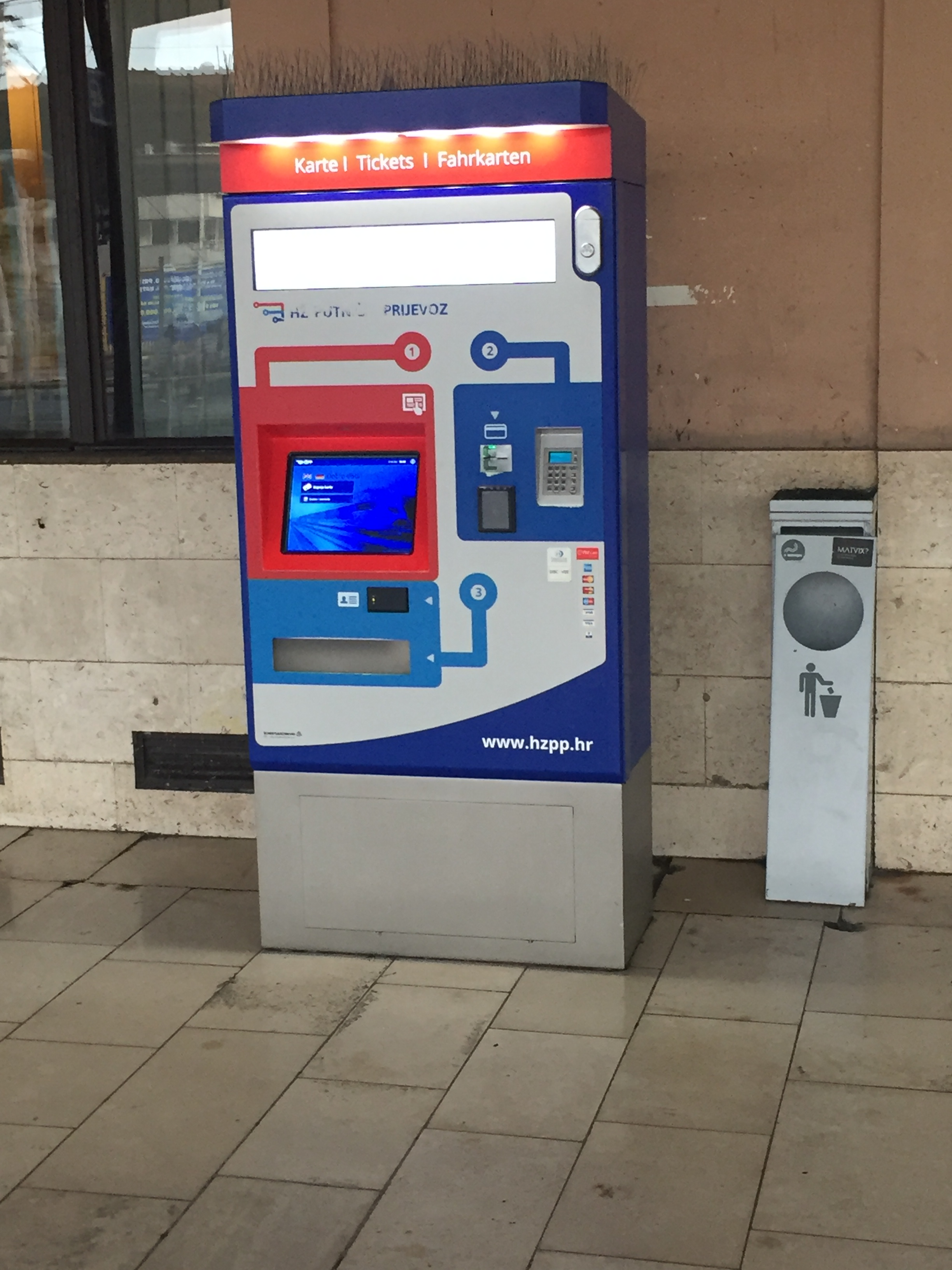
Fahrkartenautomat der Kroatischen Bahnen am Hausbahnsteig des Bahnhofs Zagreb Hbf
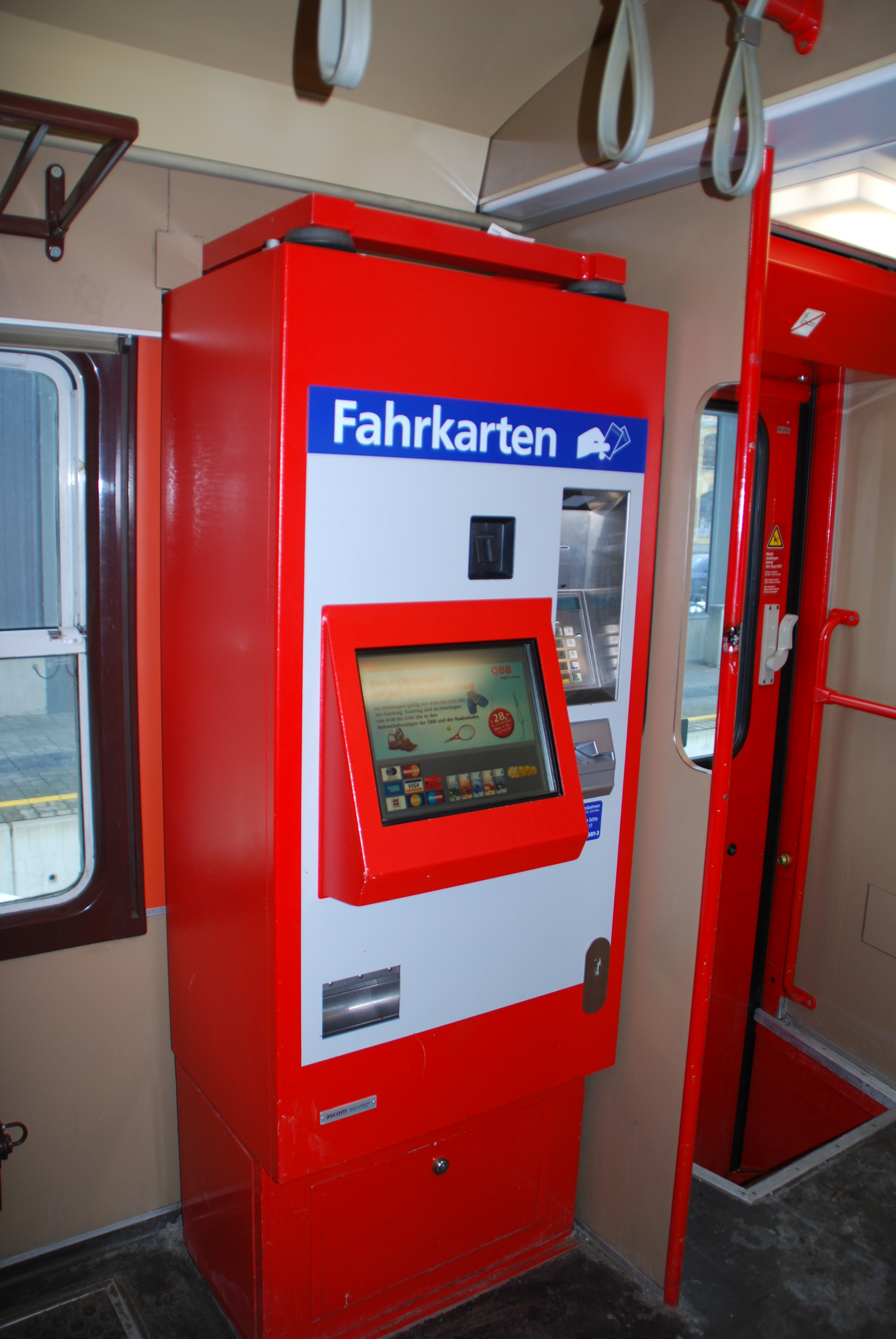
Fahrkartenautomat der ÖBB in einem Triebwagen der Reihe 5047
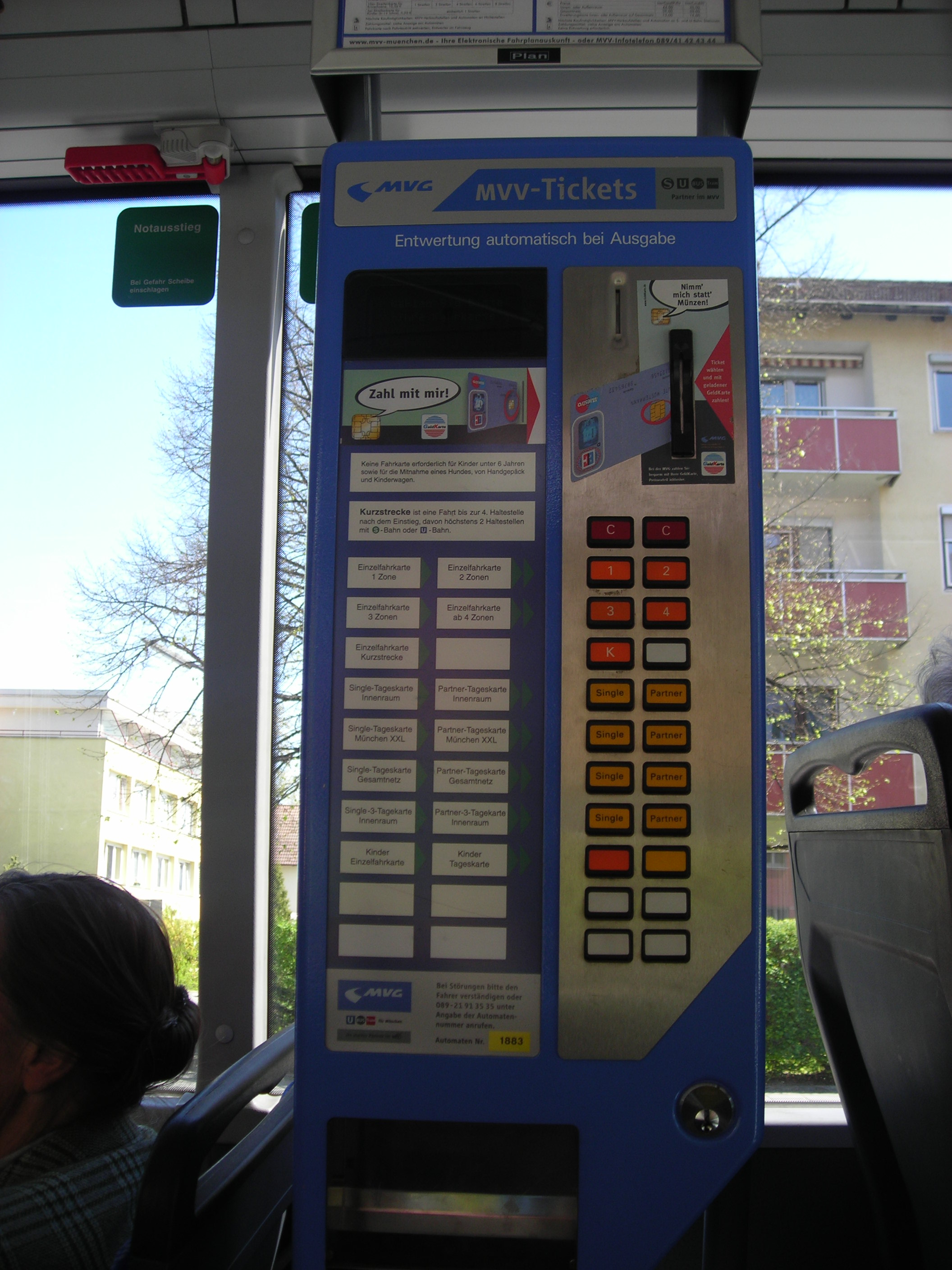
Mobiler Automat in einem Münchener Bus (2007)

## Hersteller
Fahrkartenautomaten werden in vielen Ländern der Welt von Verkehrsbetrieben für den unbedienten Verkauf von Fahrkarten eingesetzt. Moderne Systeme verfügen über verschiedene Zahlungsmöglichkeiten, wie der Banknotenverarbeitung oder der bargeldlosen Kartenzahlung über dem EMV-Standard. Der Hersteller Toyo Network Systems&integration (TNSi ehemals TOYOCOM) und dessen Dienstleister BSC-Europe (Bill Sense & Count) mit Sitz in Köln stellen die meisten der Banknotenverarbeitungen für die im Feld befindlichen Fahrkartenautomaten her. Für die bargeldlose Kartenzahlung ist dies der Hersteller Verifone, vormals Hypercom, Thales und Krone. Hersteller von Fahrkartenautomaten in Deutschland sind Atron Electronic GmbH aus Markt Schwaben, Elgeba Gerätebau GmbH aus Bad Honnef, Almex GmbH aus Hannover (bis 2015 Höft & Wessel, 2015–2017 Metric), ICA Traffic GmbH aus Dortmund, Scheidt & Bachmann aus Mönchengladbach und Krauth Technology GmbH aus Eberbach.

## Benutzeroberfläche/Benutzerführung
Die Benutzeroberfläche ist meist eine „simple“, maskenbasierte Oberfläche. Bei Touchscreens findet die Dateneingabe direkt in die Masken statt, bei „normalen“ Bildschirmen durch Eingabe über entprellte Tasten.
Die Benutzerführung und die Auswahl der angebotenen Fahrkartentypen ist gelegentlich irreführend. Bei einigen Automaten ist eine Nummernkombination (welche man aus einer am Automaten angebrachten Liste ermitteln kann) einzugeben und so kann man die gewünschte Fahrkarte über eine Taste auswählen. Gelegentlich treten Automatenstörungen auf. Mit der Gerätenummer ist dem Zugbegleitpersonal (falls vorhanden, alternativ dem Fahrzeugführer) unaufgefordert die Störung zu melden, damit dieser ohne erhöhtes Beförderungsentgelt einen Ersatzfahrausweis ausstellt.
Üblicherweise sind in Deutschland, nicht aber in der Schweiz, nach dem Kauf der Fahrausweise am Automaten eine Entwertung am getrennt aufgestellten Fahrkartenentwerter nötig, um gültig zu sein.

## Fahrkartenautomaten der Deutschen Bahn

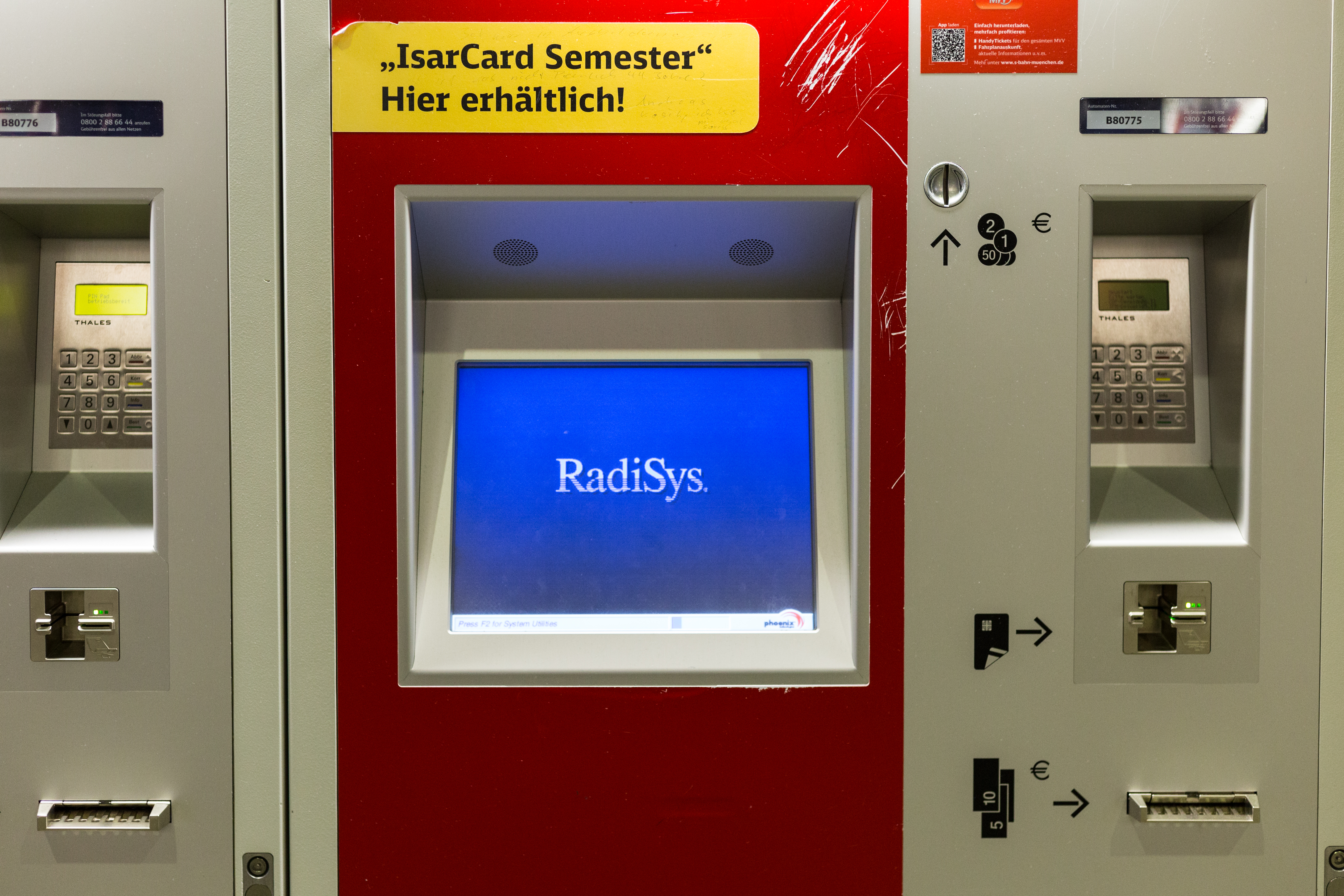
Fahrkartenautomat der Deutschen Bahn beim Bootvorgang

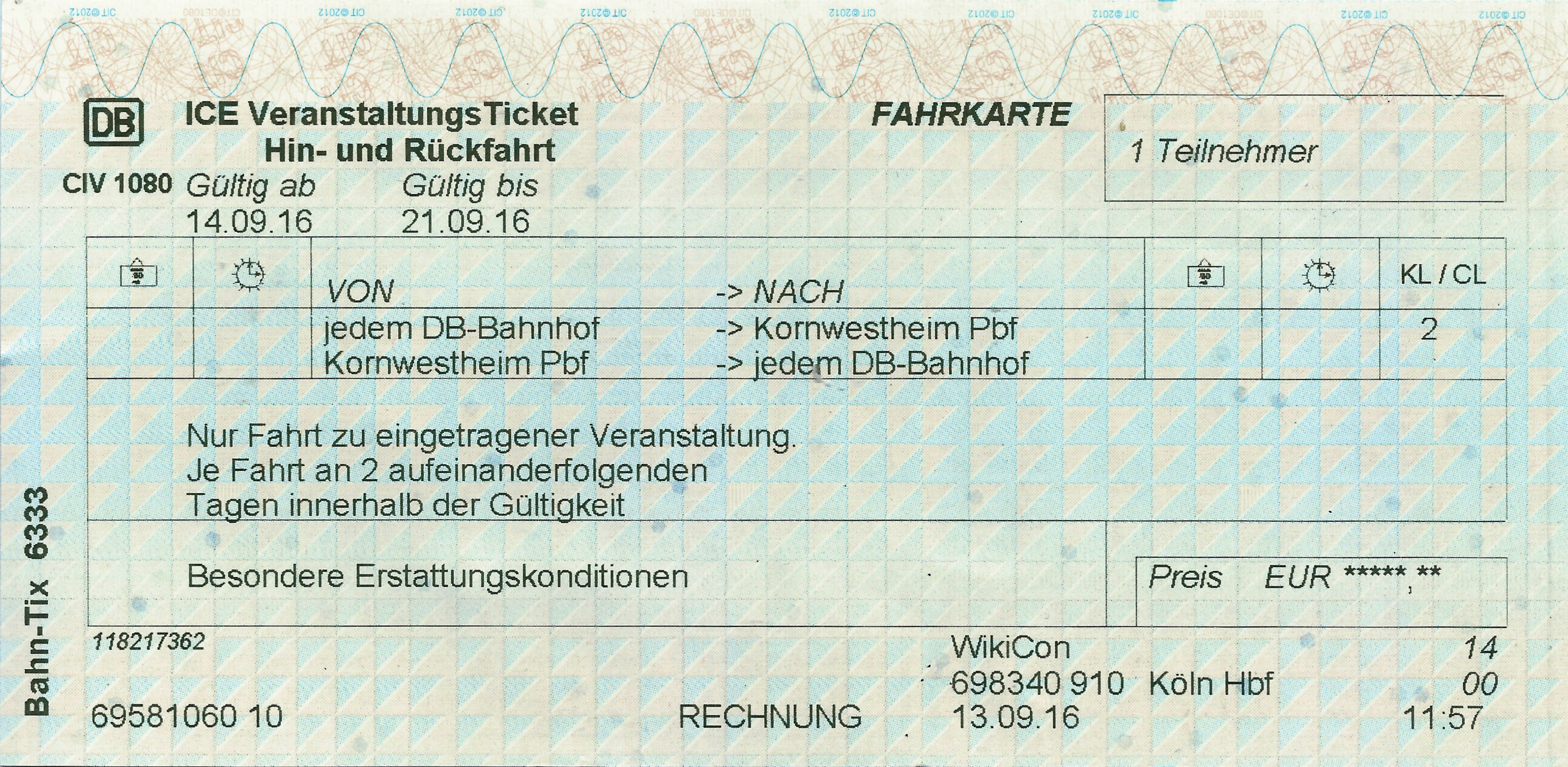
VeranstaltungsTicket, ausgestellt als BahnTix an einem Fahrkartenautomaten der Deutschen Bahn

Die Fahrkartenautomaten der Deutschen Bahn erlauben neben der Bezahlung mit Bargeld die Verwendung unbarer Zahlungsmittel wie Electronic Cash, Kreditkarte oder GeldKarte. Darüber hinaus können Fahrplanauskünfte eingeholt und ausgedruckt werden sowie vorbestellte Fahrscheine (BahnTix) abgeholt werden. In Stuttgart lief 2006 ein erfolgreicher Versuch mit neuen Regionalen Ticket-Automaten, die die Vorteile beider damaliger Automatenvarianten (Fernverkehrs- und Nahverkehrsautomat) vereinten. Von 2006 bis Ende 2011 wurden die älteren Geräte durch neue Automaten ersetzt. Bis 2011 hat die innerhalb der Deutschen Bahn AG zuständige DB Vertrieb GmbH insgesamt 150 Millionen Euro in die neue Automatengeneration investiert. Der Aufbau eines Fahrkartenautomaten der Deutschen Bahn kostet nach Unternehmensangaben etwa 30 000 Euro.
Die DB betreibt bundesweit rund 7000 Fahrkartenautomaten. Aufgrund von „Digitalisierung“ und dem Verlust von Ausschreibungen im Regionalverkehr rechnet das Unternehmen mit einem Rückgang dieser Zahl von rund 20 Prozent.
Die Deutsche Bahn verkaufte 2008 rund 180 Millionen Fahrkarten über Automaten. Der Anteil der Automaten am Fahrkartenvertrieb der Deutschen Bahn lag 2014 bei 28 Prozent.
Seit 2013 werden außerdem Video-Reisezentren eingesetzt, die in einer extra aufgebauten Kabine außerhalb oder einer Ecke innerhalb eines Bahnhofgebäudes untergebracht sind und eine Reiseberatung per Video ermöglichen. Dabei betätigt der Kunde einen Knopf, woraufhin per Video ein Reiseberater aus einer Zentrale zugeschaltet wird. Per Remote-Zugriff bedient dieser nach den Wünschen des Kunden einen Automat aus der Ferne und bucht die entsprechende Fahrkarte.
Technisch besteht das Video-Reisezentrum aus einem gewöhnlichen Automaten, vereinzelt auch aus einem mobilen Automaten, welcher aus der Ferne bedient werden kann und dessen überwiegende Fläche abgedeckt ist, nur die Zahlungseinheiten können seitens des Kunden gesehen und bedient werden. Der Videobereich besteht aus einer Kamera und zwei Bildschirmen, auf denen das Automatenbild und der Reiseberater gezeigt werden kann.
Die Automaten werden von 34 Mitarbeitern des „Service Center Automat“ von bundesweit vier Standorten betreut. Dort laufen monatlich etwa 17 000 Störungen auf. (Stand: 2017) Zukünftig ist eine Zentralisierung in Frankfurt und der Abbau von 16 Arbeitsplätzen vorgesehen. Die Deutsche Bahn begründete den Schritt mit einer notwendigen Kosteneinsparung im Automatenvertrieb von mehr als 25 Prozent.
Seit langem beauftragt die DB Vertrieb GmbH die DB Kommunikationstechnik GmbH mit der technischen Entstörung und Versorgung ihrer Automaten. Bis 2020 wurden die regionalen Inhouse-Einheiten der Cash Center zur Geld- und Papierlogistischen Wartung beauftragt, bevor das Geschäft an eine externe Gesellschaft ausgelagert wurde.
Oftmals gehen aus den Vertrieb-Ausschreibungen der Aufgabenträger private Anbieter als Sieger hervor, wodurch sich die Automatenanzahl der DB Vertrieb GmbH teilweise erheblich reduziert. Aktuellere Beispiele sind der Rhein-Main-Verkehrsverbund oder der Verkehrsverbund Rhein-Ruhr, in denen DB-Automaten abgebaut und Automaten von Transdev GmbH installiert wurden.

### Probleme
- Bei alten (Nahverkehrs-)Automaten mit mechanischen Tasten konnte in manchen Fällen kein Fahrschein zum entsprechenden Zielbahnhof gelöst werden. In diesen Fällen war über eine bestimmte Zahlenkombination ein Anfangsfahrschein zu kaufen, der im Zug bei der Kontrolle – durch Aufzahlung der Differenz – in den benötigten Fahrausweis umgetauscht werden konnte.
- Touchscreens sind wegen starker Parallaxe nur aus einer bestimmten Höhe zu bedienen. Bei starkem Sonnenlicht können die Bildschirme nur schlecht gelesen werden, Weiterentwicklungen der Touchscreenhersteller bieten bessere Bildschirme.
- Im Ergebnis von Beschwerden sind seit Anfang 2006 in größeren Bahnhöfen der Deutschen Bahn sogenannte „Automatenguides“ anwesend, Angestellte der Deutschen Bahn, die den Kunden beraten.

## Schweiz

### Billettautomaten der Schweizerischen Bundesbahnen
Um 1997 wurden die Billettautomaten der Schweizerischen Bundesbahnen (SBB) gegen neue Geräte mit Touchscreen ersetzt. Seit August 2015 steht die neuste Generation der Billettautomaten der SBB zur Verfügung. Die Bezahlung ist u. a. mit Münzen, Banknoten, verschiedenen Debitkarten und Kreditkarten möglich. Der Billettautomat kann die Gültigkeit eines Halbtax oder GA auf dem Swisspass überprüfen. Mit Eingabe der Postleitzahl des Inhabers werden die Swisspass-Daten abgerufen und direkt auf dem Automaten angezeigt. Auch können Prepaid-Gesprächsguthaben mehrerer Anbieter aufgeladen und Telefonkarten bezogen werden. Es besteht die Möglichkeit paysafecard-Guthaben zu erwerben und Bitcoin-Wallets aufzuladen. Des Weiteren wurde das System viacash der Cash Payment Solutions in Zusammenarbeit mit der Hypothekarbank Lenzburg integriert, was Zahlungen von QR-Rechnungen – auch ohne eigene Geräte und mit Bargeld – ermöglicht. Ebenso wurde Paysafecash integriert. Seit April 2019 kann die Cornèrcard Mastercard Prepaid am Automaten erworben werden. Hergestellt wurden die Billettautomaten von Scheidt & Bachmann.

### Sonstiges
Die Basler Verkehrs-Betriebe nahmen 1967 ihren ersten Billettautomaten in Betrieb. Als Erste in der Schweiz haben die Freiburgischen Verkehrsbetriebe im Jahr 2012 auf Mobile Ticketing gesetzt. Die BLS AG plant ihre rund 200 Billettautomaten zu ersetzen und ab 2025 auf einen bargeldlosen Betrieb umzustellen. Infolge der Digitalisierung gingen die Ticketverkäufe auch an den SBB-Billettautomaten stark zurück. Die Alliance Swisspass plant die Billettautomaten bis 2035 abzuschaffen. Bei den künftigen, viel kleineren Automaten soll der Kauf ausschließlich über kontaktlose Zahlungen erfolgen und das Ticket gleich auf dem Zahlungsmittel gespeichert werden. Indes sollen Mehrfahrtenkarten und Billettentwerter bereits bis Ende 2025 aus dem Verkehr gezogen werden.

## Fahrkartenautomaten der Österreichischen Bundesbahnen
In Österreich befinden sich in den meisten Bahnhöfen Fahrscheinautomaten der ÖBB. Ausgenommen sind einige gering frequentierte Bahnhöfe auf ländlichen Nebenstrecken, dann gibt es Automaten innerhalb der Züge. An ÖBB-Fahrscheinautomaten können Hin- und Rückfahrscheine innerhalb Österreichs sowie teilweise ins Ausland, Reservierungen für Fernverkehrs- und Nightjet-Züge sowie das Einfach-Raus-Ticket erworben werden. Innerhalb von Verkehrsverbünden sind Verbundtickets (Einzeltickets, 24-, 48- und 72-Stunden-Karten, Zeitkarten sowie die Wiener Einkaufskarte) erhältlich. Die Bezahlung ist mit Münzen, Banknoten, Bankomat- und Kreditkarten möglich.